# Chorisoneurodes pallida
Chorisoneurodes pallida är en kackerlacksart som först beskrevs av Robert Walter Campbell Shelford 1908.  Chorisoneurodes pallida ingår i släktet Chorisoneurodes och familjen småkackerlackor.
Artens utbredningsområde är Kamerun. Inga underarter finns listade i Catalogue of Life.